# Qazaqstan Barysy Grand Slam
L'Qazaqstan Barysy Grand Slam, conosciuto anche come Astana Grand Slam e fino al 2013 classificato come Gran Prix, è un torneo internazionale di judo che si tiene annualmente a Astana, in Kazakistan.
Il torneo è parte del circuito IJF World Tour e conta ad oggi 3 edizioni.

## Edizioni
Di seguito la tabella delle edizioni del meeting.
| Edizione | Anno | Data          | Circuito            | Dettagli                         | Rif.  |
| -------- | ---- | ------------- | ------------------- | -------------------------------- | ----- |
| 1°       | 2014 | 10-12 ottobre | IJF World Tour 2014 | Astana Grand Prix 2014           | [ 1 ] |
| 2°       | 2023 | 16-18 giugno  | IJF World Tour 2023 | Qazaqstan Barysy Grand Slam 2023 | [ 2 ] |
| 3°       | 2024 | 10-12 maggio  | IJF World Tour 2024 | Qazaqstan Barysy Grand Slam 2024 | [ 3 ] |
| 4°       | 2025 | 09-11 maggio  | IJF World Tour 2025 | Qazaqstan Barysy Grand Slam 2025 | [ 4 ] |